# Prix de l'Île-de-France
Groupe I (II avant 2010)
Le Prix de l'Île-de-France est une course hippique de trot monté qui se déroule au mois de février sur l'hippodrome de Vincennes.
C'est une épreuve internationale de Groupe I, Groupe II avant 2010, réservée aux chevaux de 4 à 11 ans, (hongres exclus), ayant gagné au moins 130 000 €.
Elle se court sur la distance de 2 175 mètres (grande piste). L'allocation s'élève à 200 000 €, dont 90 000 € pour le vainqueur.
Alors qu'elle a longtemps été une épreuve préparatoire au Prix de Cornulier qui se disputait deux semaines plus tard, elle est, depuis 2010, devenue une sorte de revanche pour les battus du Cornulier, puisqu'elle se déroule deux semaines après. Relevons d'ailleurs qu'il était rare, avant son déplacement dans le calendrier, que son vainqueur s'adjuge ensuite la classique mondiale du trot monté : le dernier doublé a été réalisé par Reine du Corta en 1990. C'est le Prix du Calvados qui a pris sa place depuis en préparatoire au Prix de Cornulier.
En affichant une réduction kilométrique de 1'9"6 lors de l'édition 2025, Ina du Rib égale le record général au trot monté, dans une course où ce record avait été battu trois fois en cinq éditions, par Scarlet Turgot et Vaillant Cash en 2016, et Bilibili en 2017 et 2020.

## Palmarès depuis 1968
| Année | Vainqueur          | Pays     | Père              | Jockey                | Entraîneur              | Propriétaire         | Deuxième           | Troisième          | Distance | Réd.km  |
| ----- | ------------------ | -------- | ----------------- | --------------------- | ----------------------- | -------------------- | ------------------ | ------------------ | -------- | ------- |
| 2025  | Ina du Rib         | France   | Uhlan du Val      | J.-L-C. Dersoir       | Joël Hallais            | Écurie Rib           | Idéale du Chêne    | Jean Balthazar     | 2 175 m  | 1'9"6   |
| 2024  | Geisha Speed       | France   | Uriel Speed       | Anthony Barrier       | Jean-Philippe Monclin   | Jean-Marie Monclin   | Idéale du Chêne    | Granvillaise Bleue | 2 175 m  | 1'10"5  |
| 2023  | Hanna des Molles   | France   | Village Mystic    | Alexandre Abrivard    | Laurent-Claude Abrivard | Jean-Louis Béraud    | Vaprio             | Granvillaise Bleue | 2 175 m  | 1'10"4  |
| 2022  | Freeman de Houelle | France   | Vigove            | Éric Raffin           | Franck Leblanc          | S. Gohier            | Granvillaise Bleue | Bahia Quesnot      | 2 175 m  | 1'10"3  |
| 2021  | Flamme du Goutier  | France   | Ready Cash        | Antoine Wiels         | Thierry Duvaldestin     | Écurie Saint Martin  | Étonnant           | Fado du Chêne      | 2 175 m  | 1'10"8  |
| 2020  | Bilibili           | France   | Niky              | Alexandre Abrivard    | Laurent-C. Abrivard     | J.-Pierre Barjon     | Étonnant           | Eros du Chêne      | 2 175 m  | 1'10"   |
| 2019  | Dexter Fromentro   | France   | Qwerty            | Camille Levesque      | Thomas Lesvesque        | Écurie P. Levesque   | Daélia de Vandel   | Valse de Rêve      | 2 175 m  | 1'12"6  |
| 2018  | Traders            | France   | Ready Cash        | Yoann Lebourgeois     | Philippe Allaire        | Philippe Allaire     | Bilibili           | Ulka des Champs    | 2 175 m  | 1'10"6  |
| 2017  | Bilibili           | France   | Niky              | Alexandre Abrivard    | Laurent-C. Abrivard     | J.-Pierre Barjon     | Attentionally      | Adélia de Mélodie  | 2 175 m  | 1'10"5  |
| 2016  | Scarlet Turgot     | France   | Dahir de Prélong  | Alexandre Abrivard    | Yannick-A. Briand       | Thérèse Hoste        | Vaillant Cash      | Tornade du Digeon  | 2 175 m  | 1'10"6  |
| 2015  | Udayama            | France   | Écho              | Gaëtan Prat           | Loïc Groussard          | Loïc Groussard       | Talicia Bella      | Séduisant Fouteau  | 2 175 m  | 1'11"9  |
| 2014  | Roxane Griff       | France   | Ténor de Baune    | Éric Raffin           | Sébastien Guarato       | Écurie Griff         | Quarry Bay         | Saphir de Morge    | 2 175 m  | 1'11"6  |
| 2013  | Singalo            | France   | Goetmals Wood     | David Thomain         | Louis Baudron           | Louis Baudron        | Quarry Bay         | Lover Power        | 2 175 m  | 1'11"5  |
| 2012  | Tango Quick        | France   | Hasting           | Franck Nivard         | Franck Leblanc          | Écurie Quick Star    | Quif de Villeneuve | Save the Quick     | 2 175 m  | 1'11"6  |
| 2011  | Picsou de Villabon | France   | Speed Clayettois  | Ludovic Mollard       | Patrick Labrousse       | Patrick Labrousse    | Priscilla Blue     | Pinson             | 2 175 m  | 1'10"9  |
| 2010  | Priscilla Blue     | France   | Extrême Dream     | Éric Raffin           | Louis Baudron           | Louis Baudron        | Plenty Pocket      | Ismos Fp           | 2 175 m  | 1'12"9  |
| 2009  | Nouba Turgot       | France   | Canada            | Éric Raffin           | Franck Anne             | Thérèse Hoste        | Malakite           | Paola de Lou       | 2 175 m  | 1'11"3  |
| 2008  | Hot Tub            | Suède    | Sugarcane Hanover | Philippe Masschaele   | Marcus Ohman            | Team Ohman's Stable  | North America      | My Love Lady       | 2 175 m  | 1'11"3  |
| 2007  | Ludo de Castelle   | France   | Cygnus d'Odyssée  | Guillaume Gillot      | Jean-Luc Bigeon         | Joël Séché           | Mara Bourbon       | Lumière Céleste    | 2 175 m  | 1'13"1  |
| 2006  | Jasoda             | France   | Voici du Niel     | Louis Baudron         | Arsène Lannoo           | Michel Hagon         | Miss Castelle      | Milia Pierji       | 2 175 m  | 1'12"6  |
| 2005  | Västerbo Daylight  | Suède    | Spotlite Lobell   | Nathalie Henry        | J. Niskanen             | Västerbo Stuteri AB  | Ilster d'Espiens   | Igor de Miennais   | 2 175 m  | 1'12"5  |
| 2004  | Jomo du Rib        | France   | Tarass Boulba     | J.-L-C. Dersoir       | Joël Hallais            | Écurie Rib           | Jolie Colline      | Ico Kiki           | 2 175 m  | 1'13"7  |
| 2003  | Revenue            | Suède    | Rêve d'Udon       | Philippe Masschaele   | Lufti Kolgjini          | Écurie Revenue       | Iouky du Pré       | Jirella            | 2 175 m  | 1'14"2  |
| 2002  | Glorieuse du Bois  | France   | Tarif du Bois     | J.-L-C. Dersoir       | Jacques Bruneau         | Jacques Bruneau      | Iouky du Pré       | Incisif Gédé       | 2 175 m  | 1'13"7  |
| 2001  | Grâce Ducal        | France   | Ultra Ducal       | Joël Van Eeckhaute    | Joël Van Eeckhaute      | Janny Adam           | Fripon Rose        | Honneur de France  | 2 175 m  | 1'14"7  |
| 2000  | Frascati           | France   | Réel Chouan       | Michel Lenoir         | Jean Roussel            | Jean Roussel         | Grâce Ducal        | Erestan des Rondes | 2 175 m  | 1'14"8  |
| 1999  | Étoile des Blaves  | France   | Traveller         | Jean-Michel Bazire    | Jean-Michel Bazire      | Jean-Michel Bazire   | Ezira Josselyn     | Rocky Kim          | 2 175 m  | 1'15"6  |
| 1998  | Express Road       | France   | James Pile        | Jean-Marie Monclin    | Philippe Allaire        | Écurie de Rougemont  | Don Paulo          | Arcadia            | 2 175 m  | 1'16"2  |
| 1997  | Bonheur de Tillard | France   | Podosis           | Jean-Claude Hallais   | Jean-Claude Hallais     | A. Chaunion          | Arcadia            | Anita de la Vallée | 2 175 m  | 1'15"9  |
| 1996  | Courlis du Pont    | France   | Opus Dei          | Philippe Békaert      | Ulf Nordin              | G. Marti             | Arcadia            | Anita de la Vallée | 2 175 m  | 1'17"   |
| 1995  | Alpha Barbés       | France   | Néric Barbés      | Jean-Philippe Mary    | Christian Bigeon        | André-Francis Bigeon | Viking de Crépon   | Anita de la Vallée | 2 175 m  | 1'16"4  |
| 1994  | Alpha Barbés       | France   | Néric Barbés      | Jean-Philippe Mary    | Christian Bigeon        | André-Francis Bigeon | Vive Ludoise       | Anita de la Vallée | 2 175 m  | 1'15"2  |
| 1993  | Uno Atout          | France   | Istraéki          | Michel Lenoir         | Alain Roussel           | Écurie de Neuvy      | Uthman             | Vaflosa Gédé       | 2 275 m  | 1'17"   |
| 1992  | Uno Atout          | France   | Istraéki          | Jean-Marie Monclin    | Paul Billon             | Écurie de Neuvy      | Piper Cub          | Reine du Corta     | 2 300 m  | 1'16"3  |
| 1991  | Reine du Corta     | France   | Ura               | Michel Lenoir         | Alain Roussel           | Alain Roussel        | Quatrième Tête     | Queila Gédé        | 2 300 m  | 1'16"5  |
| 1990  | Reine du Corta     | France   | Ura               | Michel Lenoir         | Alain Roussel           | Alain Roussel        | Rikita Fouteau     | Speed Clayettois   | 2 300 m  | 1'19"1  |
| 1989  | Reine du Corta     | France   | Ura               | Michel Lenoir         | Alain Roussel           | Alain Roussel        | Potin d'Amour      | Olvera             | 2 300 m  | 1'18"9  |
| 1988  | Olvera             | France   | Ura               | Alain Laurent         | Claude Campain          | Mme C. Rouzaud       | Prince Atout       | Quel Soro          | 2 300 m  | 1'17"2  |
| 1987  | Oligo              | France   | Ersin             | Philippe Békaert      | Joël Hallais            | J. Dujarrier         | Podosis            | Ogino              | 2 300 m  | 1'17"3  |
| 1986  | Oligo              | France   | Ersin             | Philippe Békaert      | Joël Hallais            | J. Dujarrier         | Mirande du Cadran  | Opprimé            | 2 300 m  | 1'17"8  |
| 1985  | Mirande du Cadran  | France   | Sabi Pas          | Pierre Levesque       | Henri Levesque          | Mme Henri Levesque   | Kutara             | Lapito             | 2 300 m  | 1'18"4  |
| 1984  | Ejnar Vogt         | Danemark | Frosty Hanover    | Philippe Verva        | Jacky Béthouart         | Écurie Pale          | Kémilla            | Lapito             | 2 250 m  | 1'18"9  |
| 1983  | Ino Ludois         | France   | Quioco            | Marc Bonhomme         | Marc Bonhomme           | Mme R. Labbé         | Luga               | Kaprius            | 2 250 m  | 1'19"   |
| 1982  | Istraéki           | France   | Paléo             | Michel Lenoir         | Roger Ledoyen           | Roger Ledoyen        | Loustic de la Tour | Kivien             | 2 175 m  | 1'19"4  |
| 1981  | Jolenka            | France   | Seddouk           | Alain Laurent         | Albert Mathieu          | C. Mathieu           | Gamélia            | Idylle du Corta    | 2 175 m  | 1'19"5  |
| 1980  | Fleuronné          | France   | Quirinus III      | Pierre Touvais        | Roger Baudron           | Roger Baudron        | Istraéki           | Idylle du Corta    | 2 175 m  | 1'19"1  |
| 1979  | Guéridia           | France   | Quérido II        | Pascal Békaert        | Georges Dreux           | Georges Dreux        | Gamélia            | Feu Vert           | 2 175 m  | 1'19"   |
| 1978  | Fanacques          | France   | Kerjacques        | Louis Sauvé           | Georges Dreux           | Georges Dreux        | Firstly            | Éringa             | 2 250 m  | 1'19"   |
| 1977  | Fanacques          | France   | Kerjacques        | Louis Sauvé           | Georges Dreux           | Georges Dreux        | Érégoya            | Feu Vert           | 2 250 m  | 1'18"9  |
| 1976  | Bellino II         | France   | Boum III          | Michel-Marcel Gougeon | Maurice Macheret        | Maurice Macheret     | Dinès P            | Chablis            | 2 250 m  | 1'18"6  |
| 1975  | Cette Histoire     | France   | Kerjacques        | Alain Laurent         |                         | Gérard Mottier       | Bellino II         | Aigle Noir         | 2 250 m  | 1'19"9  |
| 1974  | Aigle Noir         | France   | Mario             | B. Biziaux            |                         | Mme René Gayet       | Bellino II         | Cette Histoire     | 2 250 m  | 1'19"6  |
| 1973  | Bellino II         | France   | Boum III          | René Fabre            | Maurice Macheret        | Maurice Macheret     | Aldena             | Arbella            | 2 250 m  | 1'19"4  |
| 1972  | Arbella            | France   | Harold D III      | Gérard Mascle         |                         | Mme Olry-Roederer    | Umbre d'Or         | Voltaire H         | 2 250 m  | 1'18" 5 |
| 1971  | Uniflore D         | France   | Nolten L          | François Brohier      |                         | François Brohier     | Vigneron           | Umuse P            | 2 250 m  | 1'21"4  |
| 1970  | Ulric              | France   | Euripide          | Gaston Peltier        |                         | Mme Olry-Roederer    | Sole Mio B         | Umuse P            | 2 250 m  | 1'20"5  |
| 1969  | Tabriz             | France   | Feu Follet X      | Pierre Giffard        |                         | Mme Olry-Roederer    | Son Idylle P       | Taglioni           | 2 250 m  | 1'19"3  |
| 1968  | Sole Mio B         | France   | Carioca II        | Gérard Mascle         |                         | Georges Moreau       | Picardy            | Son Idylle P       | 2 250 m  | 1'20"5  |